# عصب مبعد
العصب المُبعِّد (بالإنجليزية: Abducens nerve CN VI)‏ هو العصب السادس من الأعصاب القحفية، وهو عصب حركي صادر جسدي، يتحكم بحركة عضلة واحدة في العين: العضلة المستقيمة الوحشية (Lateral Rectus muscle).

## مبنى
يغادر العصب المبعد الدماغ عند تقاطع الجسر والنخاع المستطيل، أنسيًا للعصب الوجهي. من أجل الوصول إلى العين، يتجه العصب للأعلى والأمام حتى يصل إلى ظهر السرج.
يدخل العصب الحيّز تحت العنكبوتية بعد خروجه من جذع الدماغ. ثم يتجه للأعلى بين الجسر والمنحدر، ويثقب الأم الجافية إلى المسافة بين الجافية والجمجمة خلال قناة دوريلو. في طرف العظم الصدغي الصخري يجعل منعطفًا حادًا إلى الأمام لدخول الجيب الكهفي. في الجيوب الكهفية تشغيله جنبًا إلى جنب مع الشريان السباتي الداخلي. ثم يدخل المدار من خلال الشق الحجابي العلوي ويعصب العضلة المستقيمة الوحشية للعين.
المسار طويل من العصب المبعد بين جذع الدماغ والعين يجعله عرضة للإصابة في العديد من المستويات. على سبيل المثال، يمكن للكسور العظم الصدغي الصخري تؤذي العصب بشكل انتقائي، كما يمكن أن تؤدي أمهات الدم في الشريان السباتي داخل الكهف. يمكن أن تدفع الآفات الجسيمة جذع الدماغ إلى الأسفل مما قد يؤدي إلى تلف العصب عن طريق شده ما بين النقطة التي ينبثق من الجسر ونقطة حيث يرتبط على العظم الصدغي الصخري.

## أهمية سريرية

### فحص
يؤدي الانقطاع الكامل للعصب السادس المحيطي إلى ازدواج الرؤية (شفع)، نتيحة لعمل العضلة المستقيمة الإنسيّة دون أي موازنة من قبل العضلة المستقيمة الوحشية. من هنا، تُسحب العين المصابة إنسيًا. لكي يرى المرضى بشكل سوي دون ازدواج الرؤية يدورون رؤوسهم حيث تكون عيناهم تجاه الصدغ. أما إصابة جزئية للعصب السادس تؤدي إلى إبعاد عن المركز ضعيف أو غير كامل للعين المُصابة. يزيد ازدواج الرؤية سوءًا عند المحاولة للنظر جانبًا، كما هو متوقع (بسبب الخلل في العضلات المسؤولة عن النظر جانبًا).

## الوظيفة
يعصب العصب المبعد العضلة المستقيمة الوحشية للعين البشرية. هذه العضلة مسؤولة عن النظر باتجاه الخارج أو الوحشي. يحمل العصب المُبَعِّد محاور من الخلايا العصبية الجسدية الصادرة، وهي ألياف صادرة جسدية عامة.

## الأهمية السريرية

### أذية العصب
يؤدي الضرر الذي يصيب الجزء المحيطي من العصب المُبَعِّد إلى ازدواج الرؤية (ازدواج الرؤية) بسبب عدم تناسق عملها مع العضلة المستقيمة الإنسيّة. تنظر العين المصابة نحو خط الوسط. يدير المرضى رؤوسهم بهدف التخلص من الرؤية المزدوجة لتصبح كلتا العينين باتجاه الصدغ. يؤدي الضرر الجزئي للعصب المبعد إلى تبعيد ضعيف أو غير كامل للعين المصابة. تكون الرؤية المزدوجة أسوأ في محاولات النظر باتجاه الوحشي.
المسار الطويل للعصب المُبَعِّد بين جذع الدماغ والعين يجعله عرضة للإصابة على عدة مستويات. فمثلًا، قد تؤدي كسور العظم الصدغي الصخري إلى إتلاف العصب بشكل انتقائي، إضافة إلى حالات أمهات دم الشريان السباتي داخل الكهف. قد تؤدي الآفات الكتلية التي تدفع جذع الدماغ إلى الأسفل إلى إتلاف العصب عن طريق شده بين النقطة التي يخرج منها من الجسر والنقطة التي يمر فيها عبر العظم الصدغي الصخري.
بحسب تشريح مركز العصب السادس، ستؤثر الاحتشاءات التي تصيب المنطقة الظهرية من الجسر على مستوى النواة المتعرجة، والتي قد تؤثر أيضًا على العصب الوجهي، مما ينتج عنه شلل وجهي مماثل مع شلل مستقيمي جانبي. يتنبأ التشريح أيضًا أن الاحتشاءات التي تصيب المنطقة البطنية من الجسر قد تؤثر على العصب السادس والسبيل القشري النخاعي في وقت واحد، مما ينتج عنه شلل مستقيمي جانبي مرتبط بشلل نصفي مقابل. هذه المتلازمات النادرة ذات أهمية في المقام الأول لإعطائنا معلومات تشريحية عن جذع الدماغ.

### الآفات المحيطية
يؤدي الانقطاع التام للعصب السادس المحيطي إلى ازدواج الرؤية (الرؤية المزدوجة)، بسبب عدم التناسق مع عمل العضلة المستقيمة الإنسية. تتجه العين المصابة إلى خط الوسط. للتخلص من الرؤية المزدوجة، سيدير المرضى رؤوسهم جانبًا لتنظر كلتا العينين إلى الجانبين. في الاختبار التشخيصي، لن تستطيع العين المصابة تجاوز خط الوسط، أو النظر بشكل جانبي باتجاه الصدغ. يؤدي التلف الجزئي للعصب السادس إلى تبعيد ضعيف أو غير كامل للعين المصابة. يكون ازدواج الرؤية أسوأ عند محاولة النظر إلى الوحشي.
قد يحدث تلف العصب السادس المحيطي بسبب الأورام أو تمدد الأوعية الدموية أو الكسور أو أي شيء يضغط على العصب أو يمدده بشكل مباشر. تشمل الاضطرابات الأخرى التي تلحق الضرر بالعصب السادس السكتات الدماغية (الاحتشاءات) وأمراض إزالة الميالين والالتهابات (مثل التهاب السحايا) وأمراض الجيوب الكهفية واعتلالات الأعصاب المختلفة. قد يكون السبب العام الأكثر شيوعًا لضعف العصب السادس هو اعتلال الأعصاب السكري. ومن المعروف أيضًا وجود إصابات علاجية المنشأ، فالعصب المُبَعِّد هو العصب القحفي الأكثر إصابة بعد وضع الهالة التقويمية. يُعرف الشلل الناتج من خلال فقدان وظيفة العضلة المستقيمة الوحشية بعد تطبيق التقويم.
تشمل الأسباب النادرة لتلف العصب السادس المعزول متلازمة فيرنيك كورساكوف ومتلازمة تولوسا هانت. تحدث متلازمة فيرنيك كورساكوف بسبب نقص الثيامين الناتج عن إدمان الكحول. تشوهات العين المميزة هي رأرأة وضعف المستقيمة الجانبي. متلازمة تولوسا هانت هي مرض ورمي حبيبي مجهول السبب يسبب شلل مؤلم للعين (خاصة العصب السادس).
قد ينتج الضرر غير المباشر للعصب السادس عن أي آلية (ورم في المخ، أو استسقاء الرأس، أو ورم كاذب مخي، أو نزيف، أو وذمة) تمارس ضغطًا على جذع الدماغ، مما سيؤدي إلى تمدد العصب. قد يؤثر هذا النوع من إصابات الجر على أي من الجانبين أولًا. يمكن أن ينتج عن ورم الدماغ الأيمن إما شلل عصبي سادس في الجانب الأيمن أو الأيسر كعلامة أولية. وبالتالي، فإن شلل العصب السادس الأيمن لا يعني بالضرورة سببًا من الجانب الأيمن. يُعد شلل العصب السادس سيئ السمعة باعتباره «علامات موضعية خاطئة». توصف العلامات العصبية بأنها ذات «تموضع خاطئ» إذا عكست خللًا وظيفيًا بعيدًا أو قاصٍ عن الموقع التشريحي المتوقع. يُعتبر شلل العصب السادس المعزول عند الأطفال ناتجًا عن أورام المخ حتى يثبت العكس.

## معرض صور

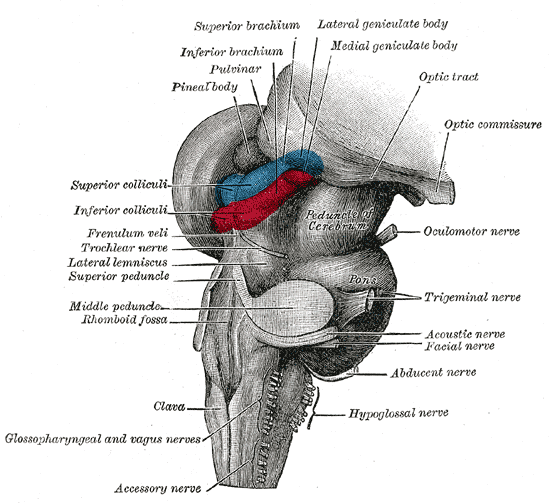
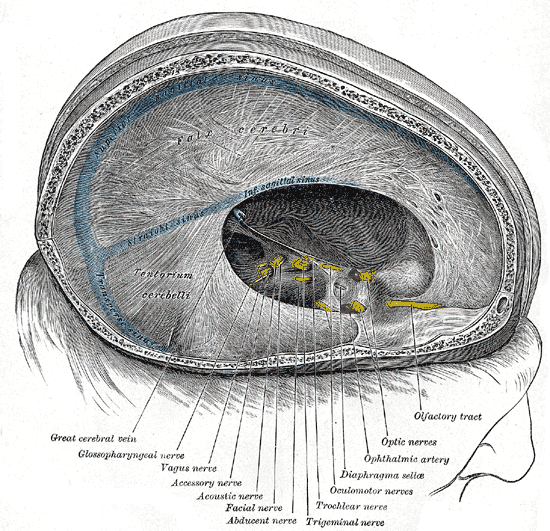
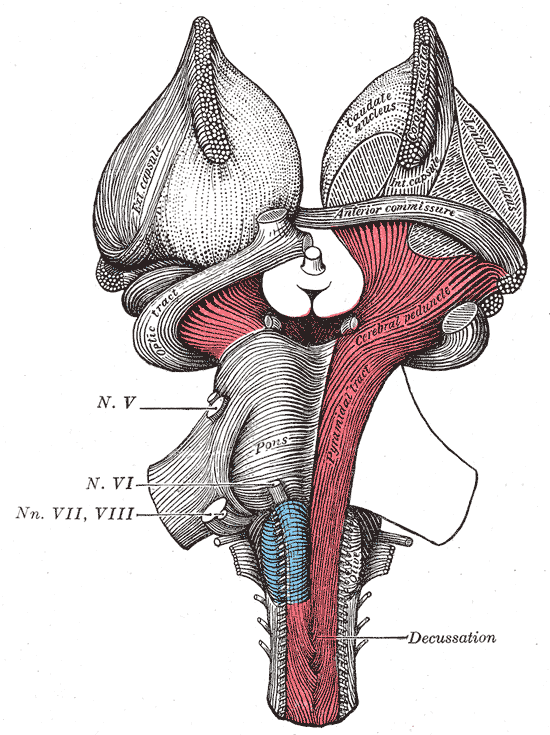
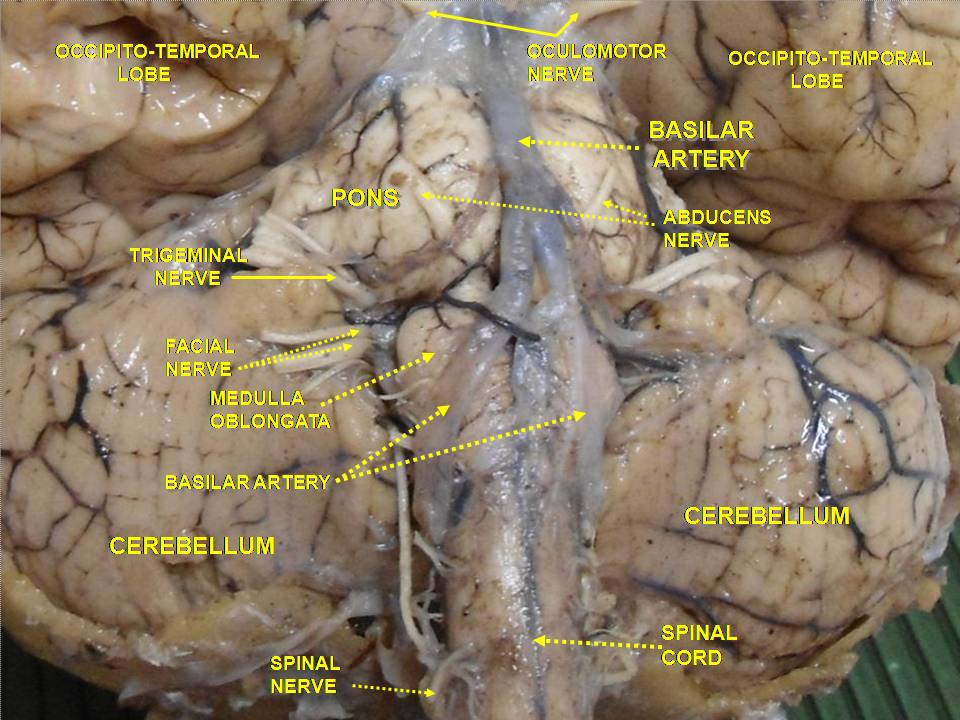
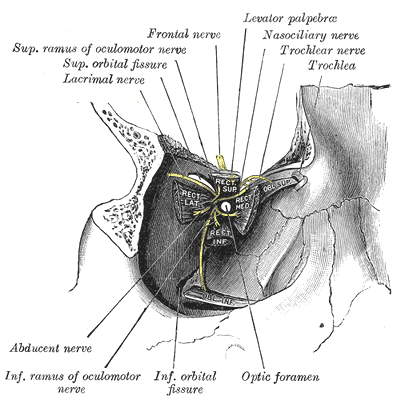
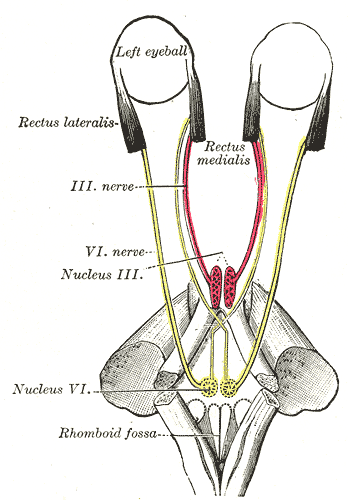